# Mikalojus Konstantinas Čiurlionis
Mikalojus Konstantinas Čiurlionis també conegut com a M. K. Čiurlionis (Senoji Varėna, 22 de setembre de 1875 - Varsòvia, 10 d'abril de 1911) fou un pintor i compositor lituà. L'asteroide 2420 Čiurlionis porta el seu nom.
Va col·laborar a la integració de les arts i tractà de fer una pintura més propera a la música i a la poesia. A Vílnius hi ha l'Escola Nacional d'Art M. K. Čiurlionis nomenada així en el seu honor.

## Compositor
Com a compositor compongué prop de 250 peces musicals, creant poemes simfònics (El bosc, 1901), cantates (De profundis) i peces per a piano.

## Pintor
M.K. Ciurlionis ja creava quadres totalment abstractes abans que ho comencés a fer Francis Picabia, considerat un dels pioners de l'art abstracte modern. En aquestes primeres obres, Ciurlionis, perseguia organitzar el material visual en analogia amb la composició musical. Com a pintor va pintar prop de 300 quadres. Moltes de les seves pintures es conserven al Museu Nacional d'Art Mikalojus Konstantinas Čiurlionis a Kaunas. Tot i així, a causa de la pobresa que va patir, Ciurlionis no podia fer servir bons materials. Per aquesta raó, les seves obres estan exposades contínuament a la descomposició.

## Obres seleccionades

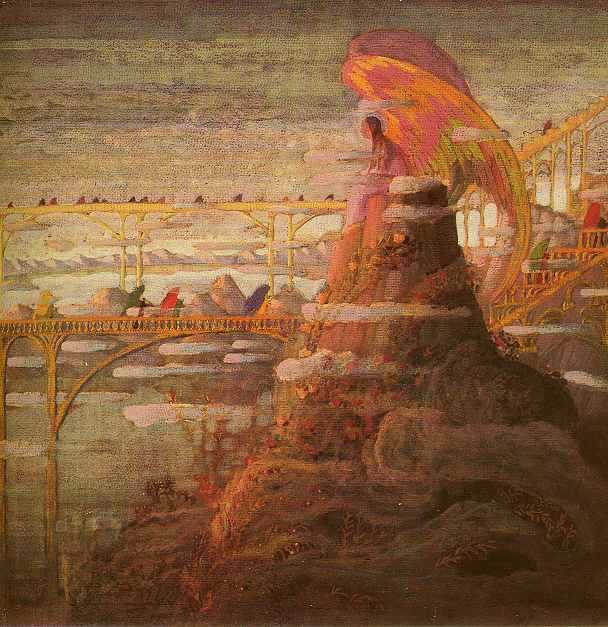
Ángel. 1908-1909
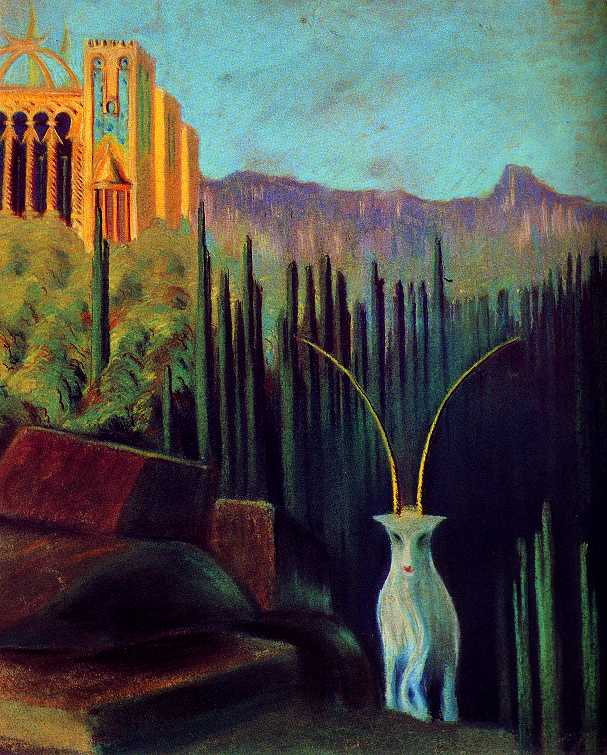
Capricorn. 1904
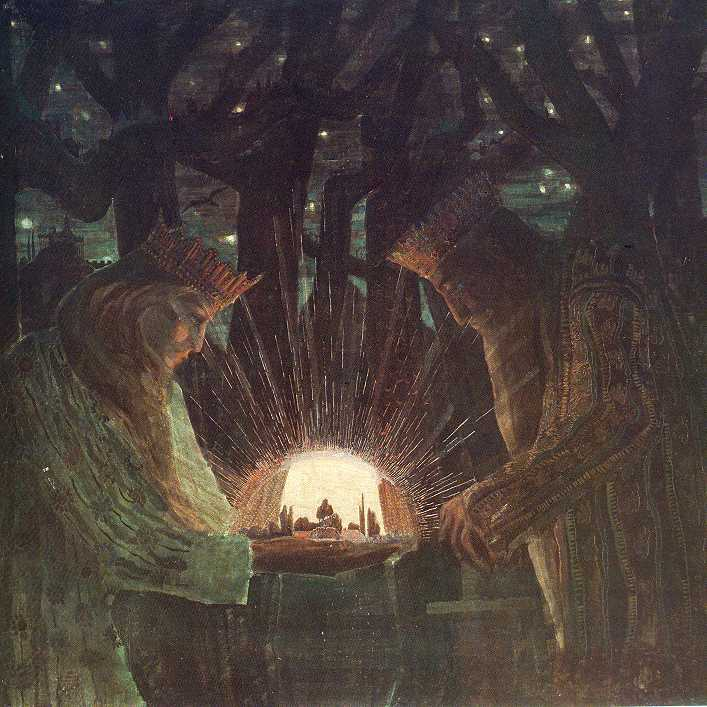
Conte dels reis. 1904-1905
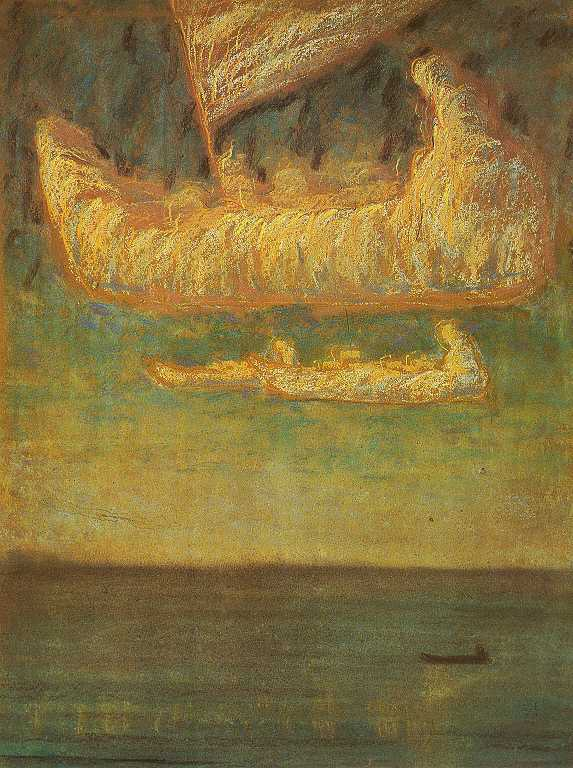
Nau. Boira. 1906
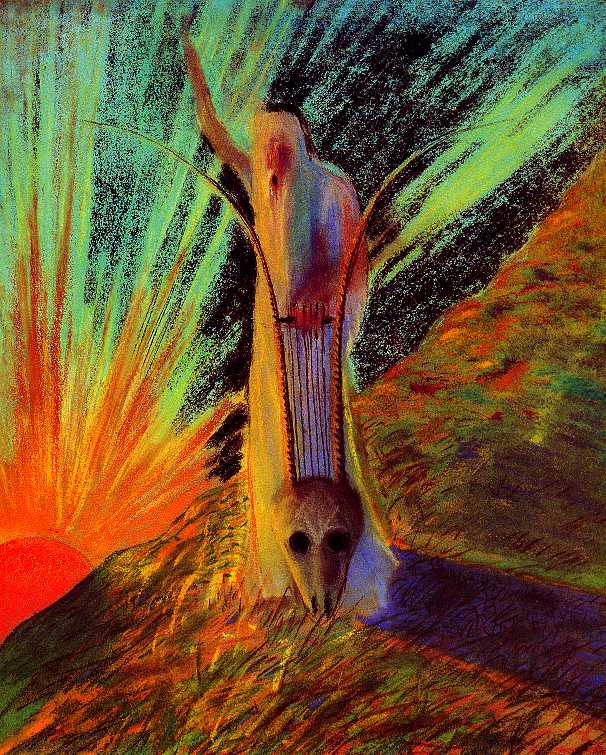
Matinada. 1904
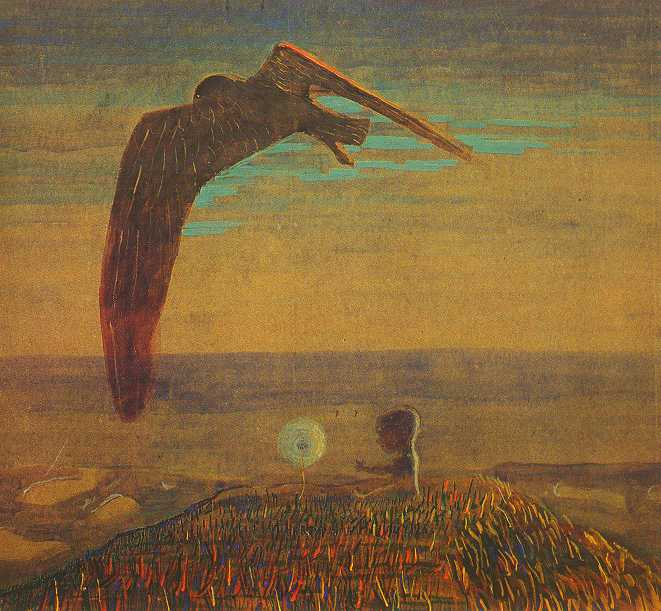
Conte de fades. 1907
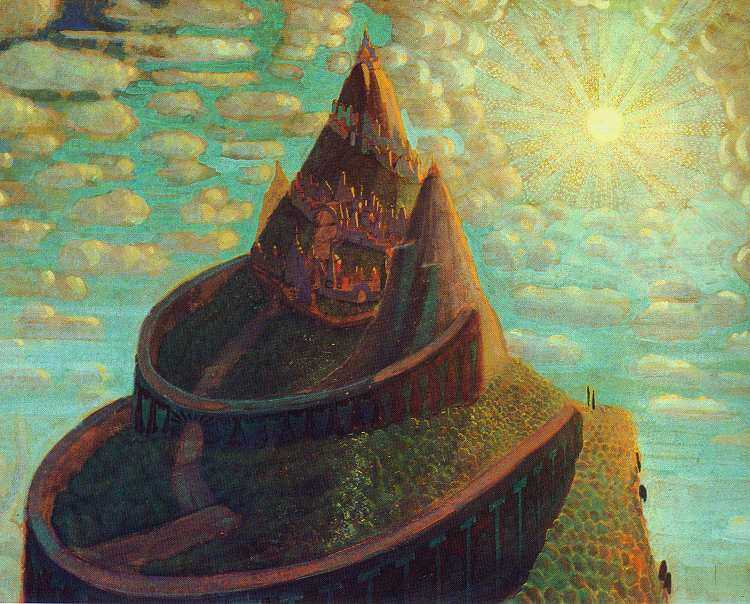
Castell.1909
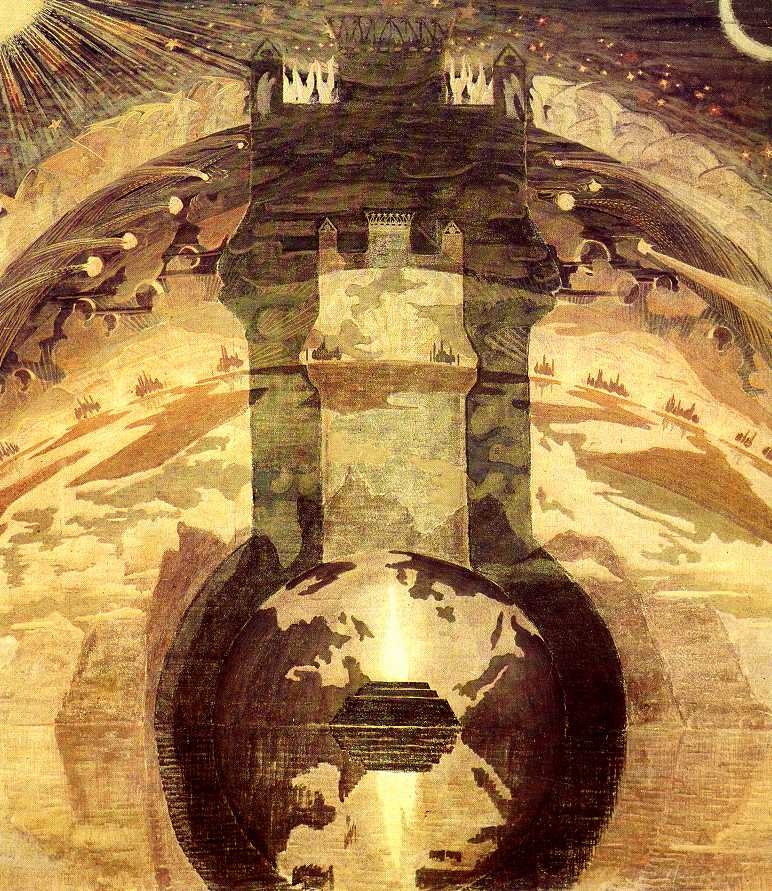
Rex. 1909
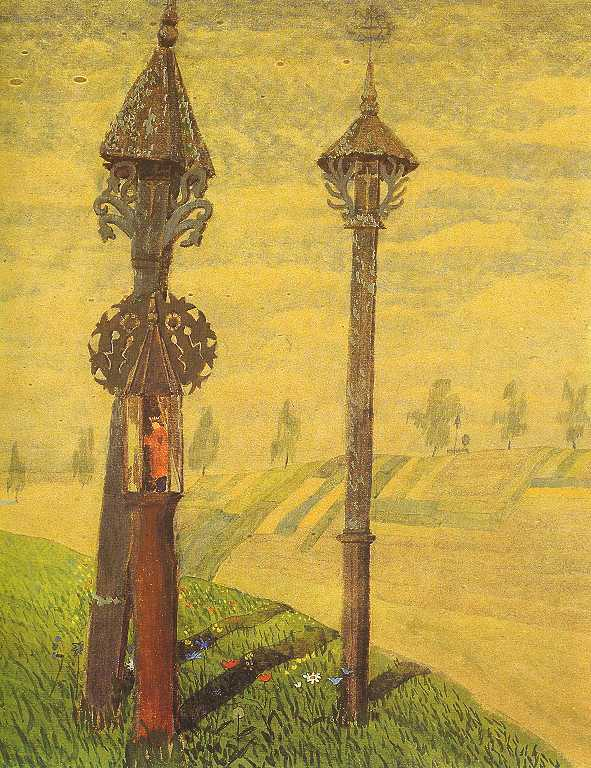
Les creus de Samogitia. 1909
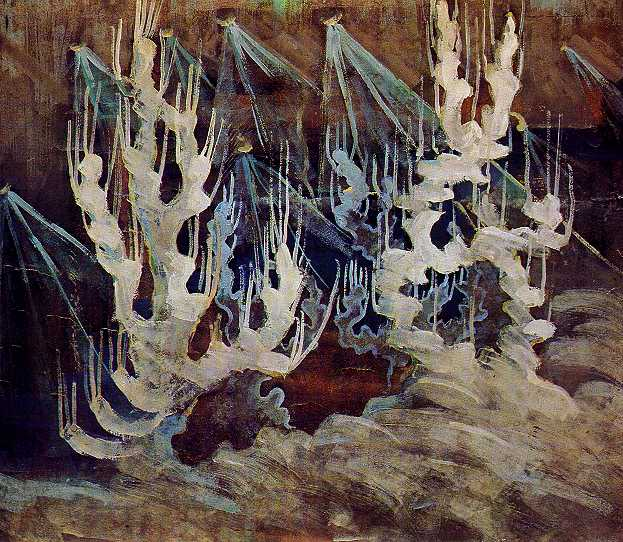
hivern IV 1906-1907